# Handelingen van Tomas
De Handelingen van Tomas is een apocrief geschrift van het Nieuwe Testament. De Handelingen van Tomas vormen samen met de Handelingen van Petrus, Johannes, Andreas en Paulus de vijf oudste en bekendste apocriefe Handelingen
Het beschrijft de activiteiten van de apostel Tomas tijdens zijn prediking in met name India. De oorspronkelijk Syrische tekst moet in het begin van de derde eeuw geschreven zijn. Er zijn vertalingen van delen van de tekst in het Latijn en Aramees. Er zijn daarnaast veel Griekse handschriften van de tekst gevonden. Er zijn echter maar twee manuscripten bewaard gebleven met het complete verhaal, een Griekse en een Syrische tekst.  Onderdeel van de Handelingen is het Lied van de parel, een hymne die Tomas tijdens een gevangenschap voor zijn medegevangenen zingt. Dit maakte geen deel uit van de oorspronkelijke tekst en moet een latere invoeging zijn geweest.  
In het vroege Syrische christendom werd Judas als de echte naam van Tomas beschouwd en vaak ook als de broer van Jezus. In de Handelingen wordt hij soms Tomas, soms Judas en ook Judas Tomas (Judas de tweeling) genoemd. In de Handelingen verschijnt Jezus aan een bruidspaar dat de apostel had gezien en meldt hen Ik ben niet Judas die ook Tomas genoemd wordt, maar ik ben zijn broer. In het eveneens Syrische Boek van Thomas de Strijder richt Jezus zich tot Judas Tomas en wordt deze door hem als zijn tweelingbroer aangesproken. 
De  kern van het verhaal is dat de mens verstrikt is geraakt in de materie en het kwaad van de stoffelijke wereld. De prediking van Tomas is erop gericht dat de mens zich zijn eigen situatie gaat realiseren. De tekst legt sterk de nadruk op een gewenste levenshouding die gekenmerkt wordt door encratisme, een rigoureuze vorm van ascese. Het lichamelijke wordt sterk negatief benaderd. Seksualiteit, het huwelijk en verwekken van kinderen wordt ontraden. Jezus die na een gebed van Tomas verschijnt zegt tegen een paar dat op het punt staat het huwelijksbed met elkaar te delen  Weet dit: als jullie van de vuile (geslachtelijke) omgang afzien, worden jullie heilige tempels, zuiver en bevrijd van zichtbare en onzichtbare smart en pijn. 

## Historische context
In de Handelingen predikt Tomas in twee gebieden in India. Het eerste gebied werd volgens het verhaal geregeerd door een koning met de naam Gondophares. Dit gebied wordt in verband gebracht met het noordwesten van India. Gondophares I is een historische figuur geweest. Hij was oorspronkelijk gouverneur van een gebied in het zuiden van het huidige Afghanistan, veroverde daarna gebieden in het huidige Sind en Punjab en stichtte op die wijze een Indo-Parthisch rijk. Een aantal auteurs op het vakgebied is van opvatting dat hij als Gathaspar of Caspar genoemd wordt in het verhaal van de drie wijzen uit het oosten. De regeerperiode van Gundophares is onmogelijk exact te dateren. In de literatuur wordt tussen 20 en 40 genoemd maar ook periodes voor Chr. De datering wordt verder bemoeilijkt door het feit, dat meerdere koningen kort na elkaar de naam Gondophares hadden.
Clemens van Alexandrië (ca. 150- 215) en Origenes (185-254) verbinden Tomas met een missie in het Parthische rijk. Daarbij refereren zij alleen aan een traditie die Tomas met dat rijk verbindt. Een bezoek van Tomas aan dat rijk wordt door hen niet vermeld. Het hart van het Syrische christendom was Edessa dat in de eerste twee eeuwen ook deel uitmaakte van het Parthische rijk. 
De overheersende opvatting op het vakgebied is dat het zeer onwaarschijnlijk is dat Tomas ooit in het noordwesten van India gepredikt zou hebben. De auteur van de Handelingen heeft de naam Gundophares gebruikt om het verhaal enig historisch reliëf te geven. Een minderheid van auteurs wil een verblijf van Tomas in een ander meer westelijk deel van het toenmalige Parthische rijk niet geheel uitsluiten. 
De Thomaschristenen in India beschouwen Tomas als degene die het christendom in India introduceerde. Het tweede gebied waar Tomas dan gepredikt zou hebben zou de huidige deelstaat Kerala in het uiterste zuidwesten van India geweest zijn. Op het vakgebied van de eenentwintigste eeuw wordt die veronderstelling voor onmogelijk gehouden.

## Essentie van de inhoud
De Handelingen beginnen met een bijeenkomst van de apostelen in Jeruzalem na de dood van Jezus. Daar worden hun missiegebieden verdeeld. Tomas krijgt India toegewezen. Hij weigert die opdracht omdat hij zich daartoe niet competent acht. De volgende dag wordt hij door de herrezen Jezus als slaaf verkocht aan een koopman uit India die in opdracht van zijn koning Gundophoros een geschoold timmerman zoekt. Jezus geeft Tomas de ontvangen koopsom mee. De twee arriveren eerst in een stad met de naam Andrapolis. Tijdens het verblijf daar raakt Tomas betrokken in een aantal activiteiten en ontmoetingen waarin hij zijn geloof demonstreert en wonderen verricht. De lokale vorst vraagt Thomas zijn magische krachten aan te wenden voor het welzijn van zijn dochter die op het punt staat te trouwen.  Tomas spreekt in het bruidsvertrek een gebed uit waarin hij Jezus vraagt te doen wat voor het paar goed, gunstig en heilzaam is. 
Het gebed leidt even later tot de komst van Jezus in het vertrek die het echtpaar instrueert af te zien van de  vuile (geslachtelijke) omgang. Het paar gelooft in Jezus en vertrouwt zich aan hem toe. De volgende dag vertelt de bruid aan haar vader over de ontmoeting met Jezus met de mededeling dat zij nu een hemelse bruidegom heeft. Ook de man die haar echtgenoot zou worden spreekt uit dat hij voortaan celibatair door het leven wenst te gaan. De koning wordt woedend en geeft opdracht Thomas te zoeken en hem te arresteren. Die heeft echter de stad verlaten en reist door naar India.
Tomas krijgt daar van koning  Gundophares de opdracht een paleis te bouwen. Het geld dat hij voor de kosten daarvan ontvangt gebruikt hij echter voor de verspreiding van het geloof of geeft het aan de armen. Als de koning dat hoort roept hij Tomas ter verantwoording bij zich. Tomas verdedigt zich met de woorden dat hij een hemels paleis heeft gebouwd. U kunt dat nog niet zien, maar wanneer u dit leven verlaat dan zult u het aanschouwen. 
Tomas wordt in de in de gevangenis gezet in afwachting van zijn executie. De broer van de koning met de naam Gad is echter ernstig ziek en overlijdt. Na de begrafenis nemen de engelen de ziel van Gad mee naar de hemel en tonen hem het hemelse paleis. Gad herrijst hierna uit de dood en vertelt zijn broer over het hemelse paleis. Het resultaat is dat zowel Gundophares als Gad zich laten dopen door Tomas en de koning bevordert vanaf dat moment het christendom in zijn koninkrijk. 
Tomas reist verder door India en beleeft verdere avonturen. Hij verslaat onder meer een draak, ontmoet sprekende dieren en een meisje dat de onderwereld heeft bezocht en toeschouwer was bij de straffen die daar werden uitgevoerd. Hij arriveert uiteindelijk in een ander koninkrijk in India waarover een koning Mysdaios regeert. Hij bekeert daar veel mensen waaronder een aantal van de koninklijke familie. Als gevolg daarvan wil een vrouw, Mygdonia, die onderdeel is van die familie geen seksuele omgang meer met haar echtgenoot. Na een klacht van die echtgenoot bij de koning wordt Tomas gevangen gezet. Tijdens die gevangenschap zingt hij voor de overige gevangenen het Lied van de parel. 
Tomas weet uit de gevangenis te komen en doopt Mygdonia. De koning vraagt Tomas om haar over te halen naar haar man terug te keren. Als de koning aan zijn eigen vrouw de gebeurtenissen vertelt, raakt ook zij onder de indruk van Tomas. Daarop besluit de koning Tomas te doden. Tomas wordt veroordeeld maar weet de vrouw van de koning, een zoon van de koning en diens vrouw nog voor zijn terechtstelling te dopen. Hierna steken soldaten Tomas op een heuvel buiten de stad dood en begraven hem daar. 
In het laatste deel van het verhaal wordt verteld dat een andere zoon van de koning gekweld werd door een demon. De koning besluit de beenderen van Tomas op te laten graven om die aan te wenden voor uitdrijving van de demon. Er waren echter geen beenderen meer te vinden omdat die in het geheim al naar het westen waren gebracht. In plaats daarvan nam de koning wat stof uit het graf en weet daarmee het gewenste resultaat te bereiken. Na de genezing van zijn zoon besluit ook de koning zich te bekeren tot het christendom.   